# Oliver Zandén
Carl Oliver Zandén (Alingsås, 14 agosto 2001) è un calciatore svedese, difensore del Brommapojkarna.

## Carriera

### Club
Cresciuto nel settore giovanile dell'Elfsborg, ha esordito in prima squadra il 29 luglio 2021 in occasione dell'incontro di Conference League vinto 5-0 in trasferta contro il Milsami Orhei. Il 19 settembre seguente ha esordito anche in Allsvenskan nella sconfitta per 3-1 contro l'Östersund. Il 22 maggio 2022 ha realizzato il suo primo gol in campionato, nel successo per 3-1 contro l'IFK Göteborg.
Il 19 luglio successivo è stato acquistato dal Tolosa, neopromosso in Ligue 1.

### Nazionale
Tra il 2018 ed il 2021 ha giocato 6 partite con la nazionale svedese Under-19.

## Statistiche

### Presenze e reti nei club
Statistiche aggiornate al 16 ottobre 2022.
| Stagione        | Squadra         | Campionato      | Campionato | Campionato | Coppe nazionali | Coppe nazionali | Coppe nazionali | Coppe continentali | Coppe continentali | Coppe continentali | Altre coppe | Altre coppe | Altre coppe | Totale | Totale |
| Stagione        | Squadra         | Comp            | Pres       | Reti       | Comp            | Pres            | Reti            | Comp               | Pres               | Reti               | Comp        | Pres        | Reti        | Pres   | Reti   |
| --------------- | --------------- | --------------- | ---------- | ---------- | --------------- | --------------- | --------------- | ------------------ | ------------------ | ------------------ | ----------- | ----------- | ----------- | ------ | ------ |
| 2021            | Elfsborg        | A               | 5          | 0          | CS              | 1               | 0               | UECL               | 2                  | 0                  |             | -           | -           | 8      | 0      |
| gen.-lug. 2022  | Elfsborg        | A               | 13         | 1          | CS              | 3               | 0               | UECL               | -                  | -                  |             | -           | -           | 16     | 1      |
| Totale Elfsborg | Totale Elfsborg | Totale Elfsborg | 18         | 1          |                 | 4               | 0               |                    | 2                  | 0                  |             | -           | -           | 24     | 1      |
| 2022-2023       | Tolosa          | L1              | 5          | 0          | CF              | 0               | 0               |                    | -                  | -                  |             | -           | -           | 5      | 0      |
| Totale carriera | Totale carriera | Totale carriera | 23         | 1          |                 | 4               | 0               |                    | 2                  | 0                  |             | -           | -           | 29     | 1      |

## Palmarès

### Club

#### Competizioni nazionali
- Coppa di Francia: 1

Tolosa: 2022-2023